# Federal (ort)
Federal är en ort i Australien. Den ligger i kommunen Byron Shire och delstaten New South Wales, i den sydöstra delen av landet, omkring 620 kilometer norr om delstatshuvudstaden Sydney. Antalet invånare är 1 202.
Närmaste större samhälle är Byron Bay, omkring 16 kilometer öster om Federal. 
Omgivningarna runt Federal är en mosaik av jordbruksmark och naturlig växtlighet. Runt Federal är det ganska tätbefolkat, med 54 invånare per kvadratkilometer. Genomsnittlig årsnederbörd är 1 858 millimeter. Den regnigaste månaden är januari, med i genomsnitt 298 mm nederbörd, och den torraste är oktober, med 40 mm nederbörd.